# BiKeR
BiKeR (Białostocka Komunikacja Rowerowa) – system bezobsługowych wypożyczalni rowerów miejskich działający w Białymstoku i okolicznych gminach na podstawie porozumień międzygminnych.

## Opis
System publicznego wypożyczania rowerów BiKeR powstał w 2014 roku. BiKeR obecnie obejmuje łącznie 634 rowery i 64 stacje. Funkcjonuje na terenie:
- Białegostoku (55 stacji)
- gminy Choroszcz (Choroszcz - 2 stacje)
- gminy Juchnowiec Kościelny (Ignatki-Osiedle - 1 stacja, Kleosin - 1 stacja)
- gminy Supraśl (Supraśl - 1 stacja, Zaścianki - 1 stacja)
- gminy Wasilków (Wasilków - 3 stacje)

Sezon, w którym można wypożyczać rowery, trwa 7 miesięcy — od początku kwietnia do końca października.

## Historia
System wystartował 31 maja 2014 roku początkowo tylko na terenie Białegostoku. Obejmował w pierwszej fazie 30 stacji i 300 rowerów. 
W kwietniu 2015 uruchomiono stację w Choroszczy - co było pierwszą aglomeracyjną stacją rowerów miejskich w Polsce. Dodatkowo zwiększono liczbę stacji w Białymstoku do 45, a liczbę rowerów do 450. 
Również w tym samym roku w gminie Juchnowiec Kościelny uruchomiono 2 stacje z 20 rowerami, tworząc system „Rower Gminny” kompatybilny z białostockim i z takim samym cennikiem.
Obecnie liczba użytkowników systemu wynosi ok. 51,5 tysiąca. Poza standardowymi rowerami w wypożyczalni dostępne są również — od kwietnia 2016 roku — tandemy (początkowo 10, od 2017 r. - 20 sztuk) oraz od kwietnia 2017 roku — rowerki dla dzieci, tzw. bikerki (również 20). Funkcjonują również cztery stacje naprawy rowerów. 
W Białymstoku przeprowadzono również pionierską integrację systemu rowerowego z komunikacją miejską (inna taryfa dla posiadaczy karty Białostockiej Komunikacji Miejskiej). 
W 2017 roku BiKeR zmienił kolory na biało-zielone, co zbliżyło go do kolorystki Białostockiej Komunikacji Miejskiej.
System BiKeR zdobył wiele nagród i wyróżnień takich jak Podlaska Marka Roku lub Złote Klucze.
W 2015 roku BiKeR był trzecim co do wielkości systemem wypożyczania rowerów w Polsce (46 stacji i 460 rowerów). Obecnie jednak wyprzedziły go inne systemy miejskie (m.in. Lublin, Łódź, Kraków i Szczecin).
W 2018 Orlen uruchamia sześć dodatkowych stacji rowerowych w systemie BiKeR.  W systemie dokonano 680 tys. wypożyczeń.
W 2019 roku system obejmuje łącznie 64 stacje i 650 rowerów. Gmina Supraśl uruchamia Supraski Rower Uzdrowiskowy, kompatybilny z BiKeRem.
W 2020 roku system wystartował 30 czerwca, bez stacji Orlen. 
W 2023 roku gminy Supraśl i Wasilków dołączyły do systemu BiKeR. Sezon, w którym można wypożyczać rowery, uległ skróceniu do 7 miesięcy. 

## Statystyki
|                           | 2014               | 2015              | 2016              | 2017                | 2018                | 2019                | 2020                   | 2021                |
| ------------------------- | ------------------ | ----------------- | ----------------- | ------------------- | ------------------- | ------------------- | ---------------------- | ------------------- |
| Okres funkcjonowania      | maj – listopad     | marzec – listopad | marzec – listopad | kwiecień – listopad | kwiecień – listopad | kwiecień – listopad | czerwiec – listopad    | kwiecień – listopad |
| Liczba wypożyczeń         | 347 797            | 473 102           | 450 632           | 576 tys.            | 680 tys.            | 537,9 tys.          | 207 tys.               | 346,6 tys.          |
| Dzienny rekord wypożyczeń | 3 650 (10 czerwca) | 4 125 (2 czerwca) | 4404 (2 czerwca)  | 5 947 (20 maja)     | 5 935 (10 maja)     | 4 845 (4 czerwca)   | 2,5 tys. (12 sierpnia) | 3 tys. (16 czerwca) |
| Liczba rejestracji        | 26 330             | 12 226            | 8 475             | 11 tys.             | 18 tys.             | 15 tys.             | 5,7 tys.               | 8 tys.              |